# Alyssum kurdicum
Alyssum kurdicum är en korsblommig växtart som först beskrevs av Pierre Edmond Boissier, och fick sitt nu gällande namn av Erasmus Iuliu Nyárády. Alyssum kurdicum ingår i släktet stenörter, och familjen korsblommiga växter. Inga underarter finns listade i Catalogue of Life.